# 10675 Kharlamov
10675 Kharlamov eller 1978 VE15 är en asteroid i huvudbältet som upptäcktes den 1 november 1978 av den sovjetisk-ryska astronomen Ljudmila Zjuravljova vid Krims astrofysiska observatorium på Krim. Den är uppkallad efter den sovjetiske ishockeyspelaren Valerij Charlamov.
Asteroiden har en diameter på ungefär tre kilometer och den tillhör asteroidgruppen Nysa.